# Ogilvy
Ogilvy (рус. Огилви) — международное агентство рекламы, маркетинга и связей с общественностью из Нью-Йорка.
Основано в 1850 году Эдмундом Мэзером В Лондоне. В 1964 году фирма стала известна как Ogilvy & Mather после слияния с агентством в Нью-Йорке, которое было основано в 1948 году Дэвидом Огилви. В настоящее время агентство является частью WPP Group, одной из крупнейших в мире компаний по рекламе и связям с общественностью. Компания предоставляет услуги в шести областях: стратегия бренда, реклама, взаимодействие с клиентами и коммерция, связи с общественностью и влияние, цифровая трансформация и партнерство. Стратегическое подразделение компании OgilvyRED стало Ogilvy Consulting.

## История

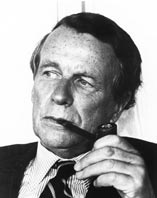
Дэвид Огилви

Агентство было основано в Лондоне в 1850 году, когда Эдмунд Чарльз Мэзер основал рекламное агентство на Флит-стрит. После его смерти в 1886 году его сын, Харли Лоуренс Мэзер, стал партнером Герберта Оукса Кроутера, и агентство стало называться Mather & Crowther. Агентство стало пионером в газетной рекламе, которая только зарождалась из-за ослабления налоговых ограничений; оно информировало производителей об эффективности рекламы, создавая практические руководства для зарождающейся рекламной индустрии. Компания приобрела известность в 1920-х годах.
В 1921 году Мазер и Кроутер наняли Фрэнсиса Огилви в качестве копирайтера. В конце концов Огилви стал первым человеком, не являющимся членом семьи, возглавившим агентство. Позднее, Фрэнсис привлёк к работе в агентстве своего младшего брата Дэвида Огилви.

## Награды
В 2020 году Ogilvy была названа Сетью года (Network of the Year) отраслевой организацией Design and Art Direction. D&AD также наградила рекламную кампанию Burger King «Moldy Whopper», которая была результатом сотрудничества Ogilvy и двух других агентств.